# Crambe edentula
Crambe edentula là một loài thực vật có hoa trong họ Cải. Loài này được Fisch. & C.A.Mey. ex Korsh. mô tả khoa học đầu tiên năm 1898.